# Termietergouw
Termietergouw en Termieterweg zijn wegen in Landelijk Noord, Amsterdam-Noord.

## Geschiedenis en ligging
De Termietergouw kreeg per raadsbesluit van de gemeente Amsterdam op 10 juli 1957 haar naam, maar dan wel het foutieve: Termietengouw. De straat ontleent haar naam aan miede, hetgeen hooiland betekent. De Termietergouw is dus een landweg (gouw) naar/te midden hooiland (miede/miet). In 1973 werd de naam gewijzigd in Termietergouw, ze had immers niets te doen met termieten. Overigens werd de naam al eerder gebruikt, bijvoorbeeld in De Waterlander van 1 november 1933, waarin bericht wordt gedaan van een onbewandelbare Termietergouw, ook Nieuwendam, waar het gebied tot 1921 onder viel, maakte melding van het verharden van een weg bij de Termietergouw; het is dan 1890. De gooi zelf is te zien op de kaart van rond 1875. De weg vormt de scheidslijn tussen de Kleine en Grote Blauwe Polder. Overigens zijn de wegen al eeuwenoud; ze zijn al te zien op de kaart getekend door Joan Blaeu uit de 17e eeuw. Op die kaart staat ook de aantekening Der Mied nabij het riviertje De Slochter.
De straat begint in de buurtschap 't Nopeind. Ze loopt dan even zuidwaarts om dan om te buigen naar het westen, maakt een S-bocht en eindigt in een T-kruising op de Termieterweg. Deze Termieterweg, die zuid-noord in dezelfde Grote Blauwe Polder ligt, kreeg pas in 1992 haar naam en loopt op het voormalige baanvak van de Waterlandse tram door de weilanden.

## Gebouwen
De Termietergouw kent straatnummers van 1 tot en met 12, maar er ontbreken vanaf de naamgeving al een paar nummers. Het gebouw dat in het verleden op nummer 12 stond, diende in het verleden tot Halte Zunderdorp aan de Waterlandse tram. Het huidige (2018) gebouw nummer 12 is volgens de BAG-viewer een gebouw uit 1996. Van de weinige gebouwen die aan de weg staan zijn de meeste boerderijen.

### School
Aan de Termietergouw staan twee monumenten geregistreerd onder de huisnummers 4 en 5, ze maken deel uit van een voormalige school met onderwijzerswoning. De school werd aangekaart rond 1923 toen het dorp Zunderdorp een eigen christelijke school wilde. Om de gemeente Amsterdam te overtuigen had de christelijke gemeente een lijst van 61 toekomstige schoolbezoekers meegestuurd. Een dergelijke school had destijds ten minste 40 leerlingen nodig. Onder de 61 bevonden zich echter één die niet meer leerplichtig was, 20 leerlingen die al onderdak hadden in de christelijke school van Ransdorp (die in de periode 1921-1923 net was uitgebreid) en één die privé-onderwijs genoot in Buiksloot. De overgeblevene 39 waren in de ogen van de gemeente onvoldoende om een eigen school te rechtvaardigen. De Amsterdamse wethouder Floor Wibaut vond het ook in de oog van de belastingbetaler niet te verklaren dat er een nieuwe school gebouwd zou moeten worden, om een andere school deels te ontvolken. De zaak werd aangekaart bij de Provinciale Staten van Noord-Holland, die Amsterdam in het ongelijk stelde; de school mocht gebouwd worden. De gemeenteraad van Amsterdam, ging nog in beroep, maar het bezwaar werd afgewezen, er kwam een schooltje met twee lokalen met een kostenpost van 26.500 gulden, over te maken aan de Vereniging tot stichting en instandhouding ener School met den Bijbel. Op 31 maart 1925 werd de bouw aanbesteed. Van mei tot en met november 1925 werd er aan de school gebouwd.
Architect Cornelis Schuitemaker (Noord-Scharwoude, 23 maart 1882 – Haarlem, 7 augustus 1956), die meerdere scholen ontwierp voor de stichting, tekende voor het ontwerp van een school en onderwijzerswoning. De woning werd al vrij snel aangepast aan nieuwe wensen van de bewoners; de schoorsteen en dakkapellen zijn van later datum. Bij beide gebouwen zijn tekenen van de Amsterdamse School en het kubisme terug te vinden. De gebouwen werden op 10 december 2013 tot gemeentelijk monument verklaard.

## Afbeeldingen

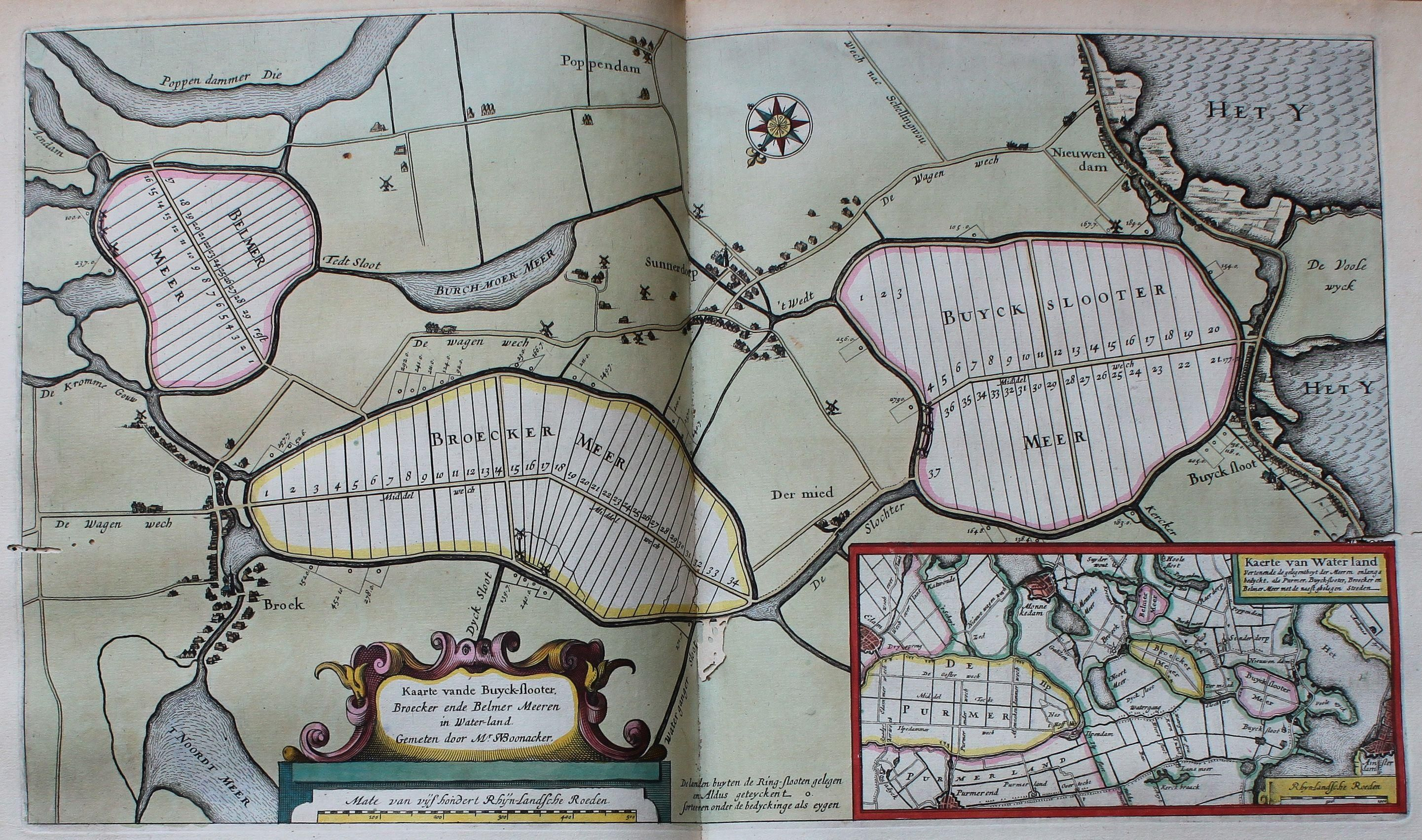
Kaart van Blaeu met Termieterweg/gouw als winkelhaak tussen de twee polders, linksboven het kader
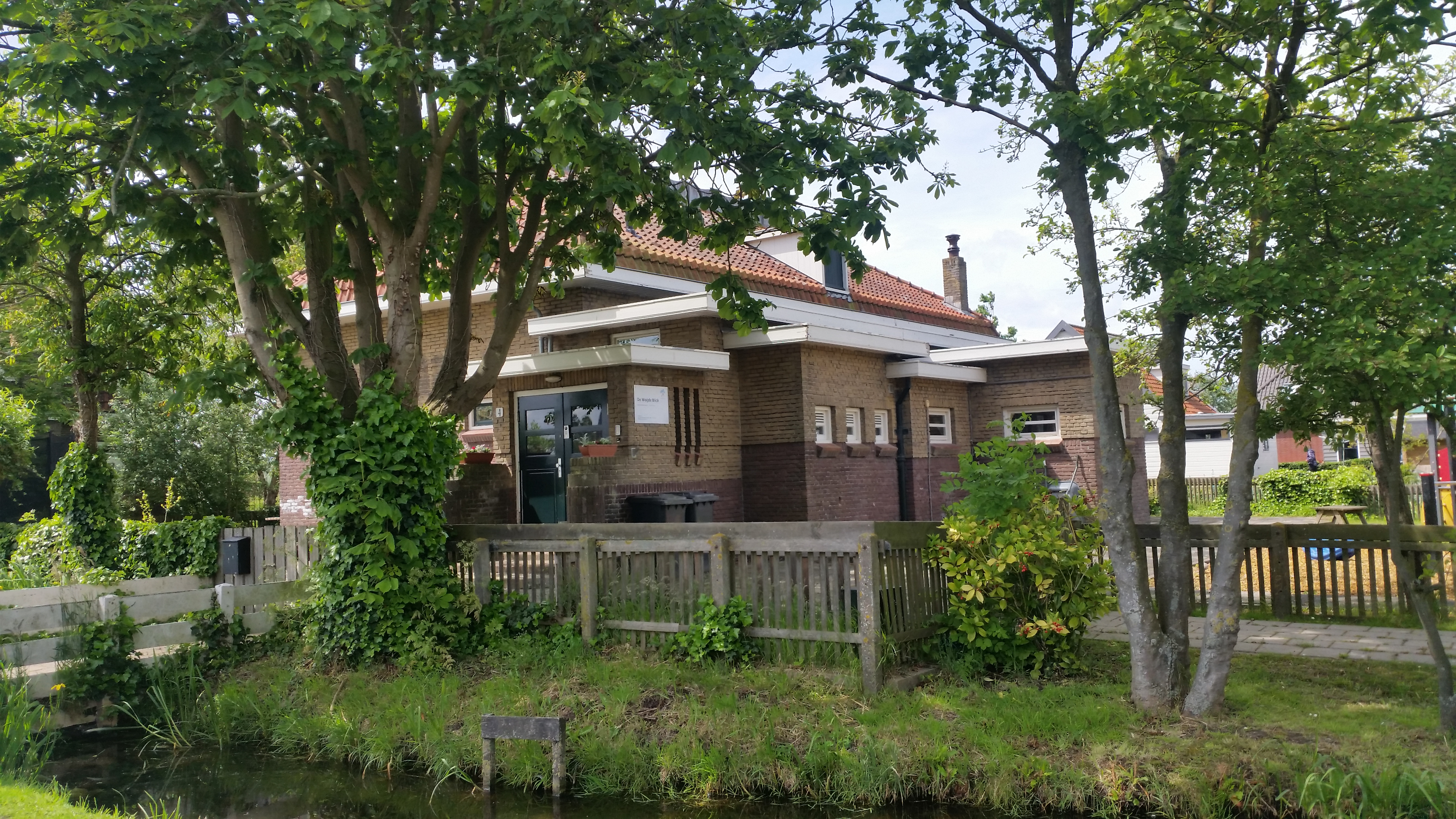
Termietergouw 4 (school, mei 2019)
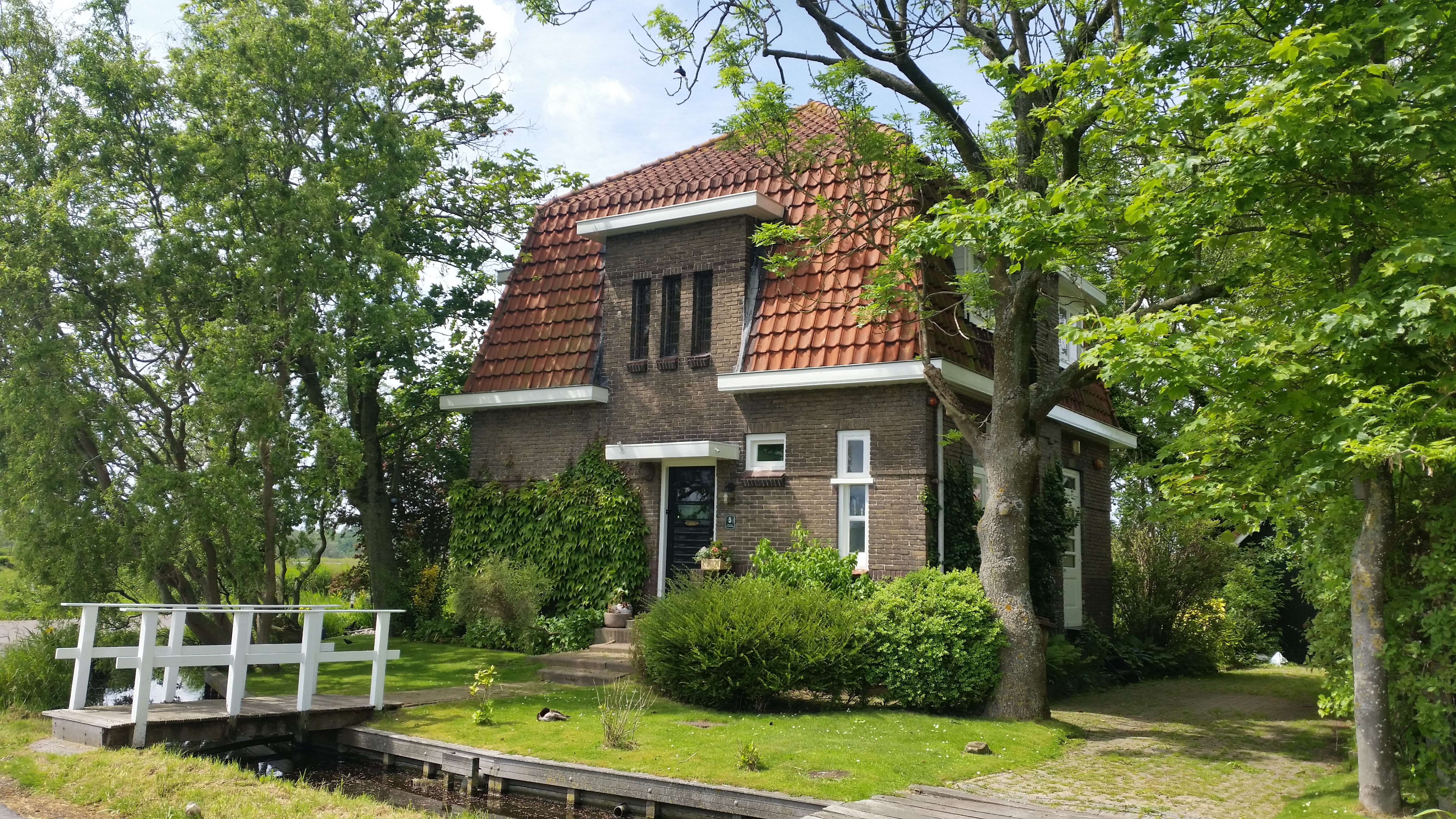
Termietergouw 5 (woning, mei 2019)
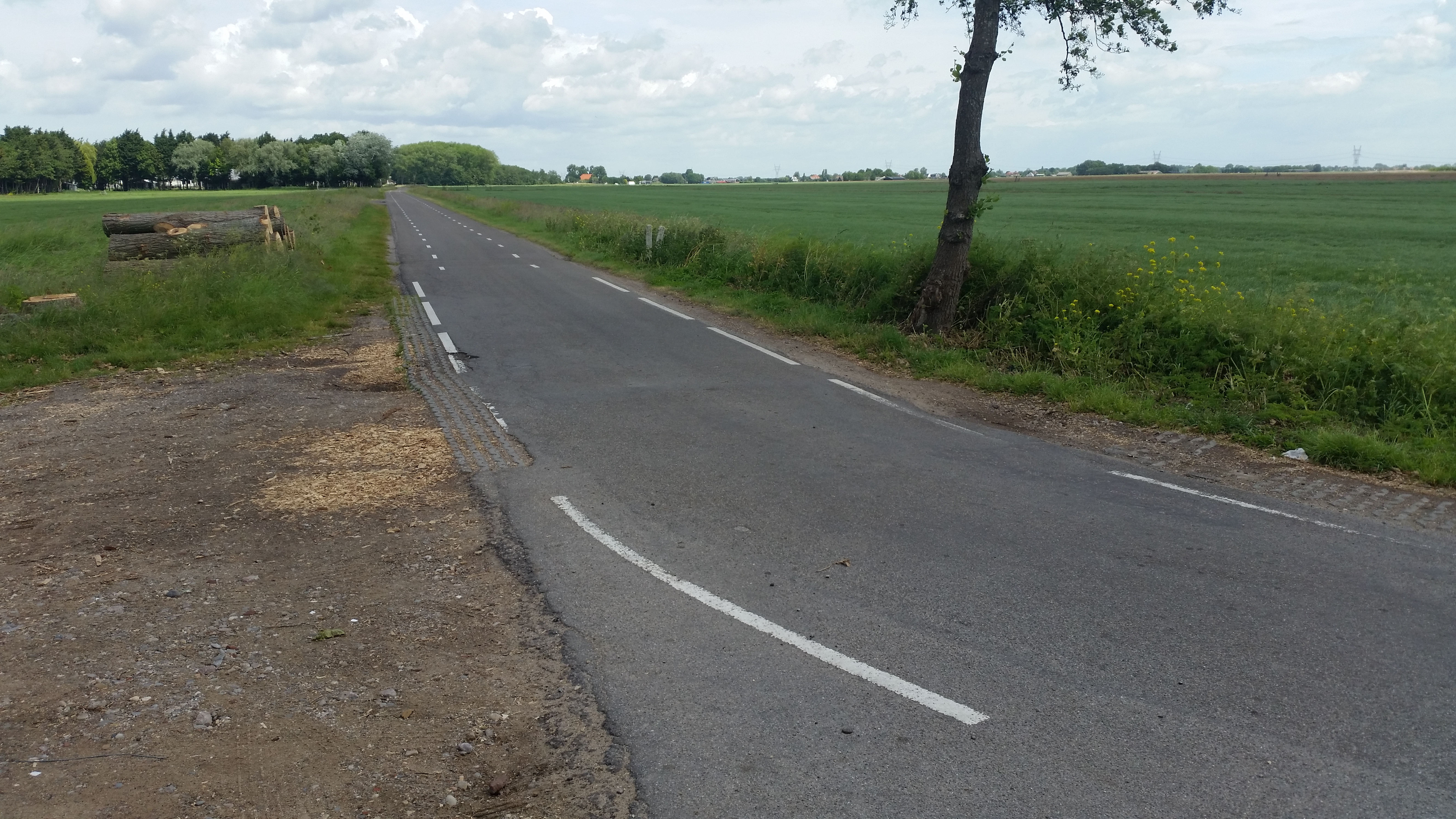
Termieterweg (mei 2019)